# Sukiennice (Prądnik Korzkiewski)

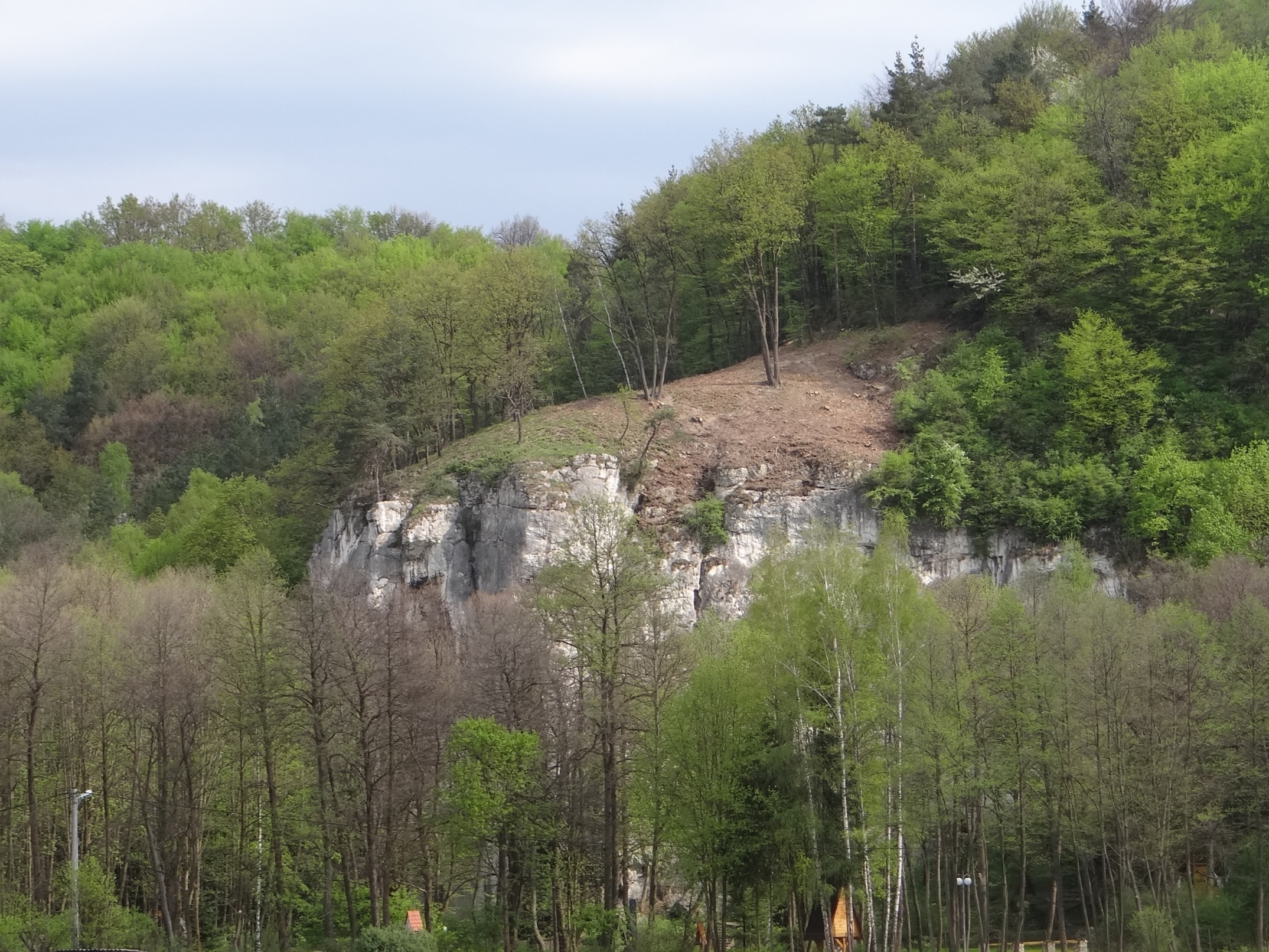

Sukiennice – skały w lewym zboczu Doliny Prądnika w Ojcowskim Parku Narodowym. Znajdują się w miejscowości Prądnik Korzkiewski, po orograficznie lewej stronie ujścia Wąwozu Maszyckiego. Wraz ze znajdująca się po drugiej stronie Prądnika skałą Pilorzową tworzą zwężenie jego koryta – jedną z kilku skalnych bram. W skałce Sukiennic znajdującej się najbliżej Wąwozu Maszyckiego jest Jaskinia Zamieszkała Duża, a u jej wylotu Chata pustelnika, w której mieszka pustelnik. 